# 艾里泰站
艾里泰站是叶尔加瓦-利耶帕亚铁路线上的一个火车站；车站建于1928年，然而因为经营不善的缘故，车站于2001年停止运营；2013年车站建筑被佐藤家族买下从而避免被拆除的命运，因此到了2014年车站建筑被镇政府评为“文化古迹”，2015年车站建筑被改建为博物馆。